# 대한민국 정부 수립
1919년 4월 11일 대한민국 임시정부 수립 이후 항일전쟁. 일본패망후 남한과 북한이 각각의 반쪽 정부를만든다. 남한은 1948년 5월 10일에 총선거를 통해 5월 30일 초대 국회를 구성, 국회의원들의 간접 선거로 초대 대통령 이승만이 선출되었다.

## 개요
1945년 12월의 ‘모스크바 3국 외상회의’에서 미·영·중·소 4개국에 의한 최고 5년의 신탁통치안이 결정되었다. 이 안이 국내에 전해지자, 임정을 중심으로 국민총동원위원회가 결성되어 반탁운동이 전개되었다. 이 신탁운동을 둘러싸고 임시정부측은 결사적으로 반탁을 주장한 반면, 박헌영의 조선공산당등 좌익측은 찬탁을 주장하여 의견이 엇갈리게 되었고, 이리하여 좌우의 제휴에 의한 민족통일공작은 절망적인 것이 되었다.
이러한 와중에서 1946년 1월, 미소공동위원회 예비회담이 열렸고, 이어 3월에는 정식 위원회가 개최되었다. 그러나 회의가 거듭되는 동안 차츰 결렬 상태에 빠졌고, 이 혼돈 속에서 타개를 위한 몇 가지 방도가 모색되었던 것이다.
첫째는 이승만을 중심으로 한민당이 호응하여 조직한 민족통일 총본부의 자율정부운동이었다. 얄타 회담과 모스크바 3상 결의를 취소하여 38선과 신탁통치를 없애고 즉시 남측만의 독립 과도정부를 수립하라는 것인 정읍발언이었다.
한편 김구를 중심으로 한 임시정부 계통의 한독당은 국민의회를 구성하여 반탁운동을 근본으로 하되 좌우합작과 남북통일을 실현할 것을 주장하였다. 그런가 하면 김규식·여운형등 중간우파와 중간좌파가 주도하여 좌우합작운동을 적극 추진하였다. 이들 좌우합작운동 주도세력들인 중도파 인사들은 선임정후반탁을 주창하여 찬탁의 입장에서 미소공동위원회의 재개를 통해 통일임시정부 수립을 주장하였다.
동시에 좌익세력들은 남한의 정치·경제·사회를 교란하는 여러 수단을 사용하였다. 1946년 5월 정판사 위폐사건을 계기로 공산당은 지하로 숨어들었고, 부산의 철도 파업을 계기로 일으킨 대구 폭동은 그들의 지하운동의 대표적인 예였다. 이 사건 이후 미군정은 12월 남조선과도입법의원을 창설하였고, 1947년 6월에는 미군정청을 남조선 과도정부라고 칭하였다. 1947년 5월에 제2차 미·소 공동위원회가 열렸다. 그러나 이무렵 미-소 냉전이 격화되면서 미·소의 의견대립으로 양측의 입장만 확인한상태로 완전 결렬되고 말았다.
1947년 9월 17일 미국은 한반도의 문제를 유엔에 제출하여 이관하였다.

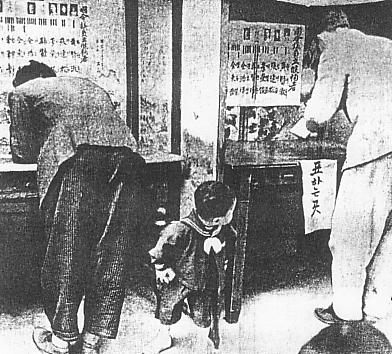
제헌국회 총선 투표 광경.

미국은 한국에서 유엔 감시하에 총선거를 실시하고, 그 결과 정부가 수립되면 미·소 양군은 철수할 것이며, 이러한 절차를 잠시 협의하기 위해 유엔 한국 부흥위원단을 설치할 것을 제안한 것이다. 47년 11월 유엔총회 남북한 선거실시 결의안의 통과로 유엔 한국위원단은 1948년 1월에 활동을 개시하였다. 그러나 소련의 반대로 북한에서의 활동은 좌절되었다.
1948년 2월의 유엔 소총회에서는 가능한 지역 내에서만이라도 선거에 의한 독립정부를 수립할 것을 가결하였다. 이와같이 하여 1948년 5월 10일에 남한에서만의 총선거가 실시되어 5월 31일에는 최초의 국회가 열렸다. 이 제헌국회는 7월 17일에 헌법을 공포하였는데, 초대 대통령에는 이승만이 당선되었다. 이어 8월 15일에는 대한민국 정부의 수립이 국내외에 선포되었으며, 그해 12월 유엔 총회의 승인을 받아 대한민국 정부는 한반도의 유일한 합법정부가 되었다.

00:20 각계 인사들 중앙청으로

02:15 개회

03:01 이승만 대통령 연설

09:48 맥아더 장군 연설

16:28 하지 장군 연설

20:56 유엔 한국위원단 의장 연설

23:52 주한 미 대사 연설

24:33 폐회

24:45 참석한 내외 귀빈들 퇴장
</ref>

## 모스크바 3상회의
1945년 12월 모스크바에서 개최된 미국·소련·영국 3국의 외상회의이다. 이 회의는 전후 문제 처리를 위한 것으로 특히 일본에서 분리된 지역의 관리와 얄타 협정에 의거한 한국 문제 등이 토의되었다. 동년 12월 27일 모스크바 협정이 체결되어 한국에 관해서는 신탁통치, 미소공동위원회, 38도선 등의 문제가 거론되었다.

## 미소공동위원회
美·蘇共同委員會    1945년 12월 모스크바 3상회의에 의하여 조직되었던 미·소 양군의 대표자 회의, 제1차 회의는 1946년 3월에 개최되었는데, 여기서 소련측은 장차 세워질 임시정부를 위한 협의 대상에서 신탁통치를 반대하는 정당·사회단체를 제외할 것을 주장하여 반탁운동자라도 협의 대상에 넣을 것을 주장한 미국측과 대립하였다. 제2차 회의는 1947년 5월에 열렸는데, 한때 공위(共委)의 자문에 의하여 정당·사회 단체로부터 장차 수립될 임시정부의 여러 정책에 관한 답신서(答申書)가 제출되기도 했으나, 종전의 대립이 계속되어 결렬되고 말았다. 그 결과 한국 문제는 미국측 제안으로 유엔에 제출되고 남한에서는 대한민국 정부가 수립되었다.

## 반탁운동
反託運動    모스크바 3상회의에서 결의된 신탁통치안 반대운동. 1945년 12월의 모스크바 3상회의에서 미·영·중·소 4개국에 의한 최고 5년의 신탁통치안이 결정되자 임시정부 계열을 중심으로 신탁통치반대 국민총동원위원회가 조직되어 반탁운동이 전개되었다. 서울에서는 철시·시위가 행해지고 군정의 한국인 직원들은 일제히 파업에 들어갔다. 처음에는 공산측도 이에 가담했으나 돌연 찬탁으로 표변하였다. 이에 민주 진영에서는 비상국민회의를 소집하고 이를 통하여 정식 정권을 수립해서 신탁통치를 배격하려고 하기도 했다. 이 거족적인 국민운동은 그 해 미·소 공동위원회가 결렬될 때까지 계속되었다.

## 대한독립촉성국민회
大韓獨立促成國民會    국민 운동단체. 1946년 2월 8일에 조직. 신탁통치에 반대 국민 총동원 중앙위원회와 독립촉성 중앙협의회가 합류, 완전독립을 달성할 때까지 영구적이고 강력한 조직체를 만들기 위하여 발족한 단체로, 총재에 이승만, 부총재에 김구·김규식, 고문에 권동진·김창숙·함태영·조만식·오화영, 회장에 오세창 등이 추대되었으며 결성 후 반탁운동과 미소공동위원회의 반대, 좌익봉쇄 등의 광범한 운동을 전개하다가 1946년 6월 민족통일본부로 개편, 재발족하였다.

## 한국독립당
한국독립당    김구를 중심으로 임시정부 계통의 인사들이 1930년 상하이에서 조직한 독립운동 단체. 1928년 이시영(李始榮)·김구·안창호·조소앙(趙素昻) 등이 상하이에서 처음 한국독립당을 조직했다가 1930년 만주에서 내려온 지청천·여준(呂準) 등의 한국독립당 및 이탁·현익철(玄益哲) 등의 조선혁명당을 만나 새로이 한국독립당으로 재결성되었다. 이리하여 한독당은 복국(復國)·구족(救族)·구세의 삼균주의(三均主義)를 표방하면서 백범 김구의 영도하에 강력한 항일투쟁을 전개하였다. 1938년에는 충칭에서 광복군을 조직하여 임시정부의 정규군으로 삼고 실력으로 국토 광복전을 획책하는 등 상하이·난징·창사(長沙)·광둥·쓰촨(四川)·충칭으로 본부를 옮기면서 해외투쟁사의 주류를 이루었다. 광복을 맞아 임시정부와 함께 귀국한 뒤에는 국민의회·독립촉성국민회 등의 중심세력이 되어 반탁·남북통일 운동에 노력했다.

## 남북협상
南北協商    1948년 4월 평양에서 남한의 일부 정치가와 북한측이 벌인 정치적 회합. 대한민국 정부 수립 이전에 김구는 남한만의 단독 총선거를 반대하고 김규식·조소앙 등과 함께 남북협상을 통해 민족자결주의 원칙에 입각한 통일을 모색했다. 이에 대해 북한 공산주의자들은 남한 대표들이 참석하기 전인 4월 19일에 전(全)조선 정당 사회단체 대표자 연석회의를 소집하여 28명의 주석단(主席團)을 선출하였다. 4월 22일 평양에 도착한 김구·김규식은 이 회의에 참석하지 않았으며, 북한의 우익 지도자인 조만식도 참석을 거부하였다. 이 회의는 공산주의자들의 주도(主導)하에 4일 만에 끝났고, 김구 일행은 협상 실패를 시인하는 짤막한 성명서를 발표한 뒤 남한으로 귀환했다.

## 김규식
김규식(金奎植, 1881~1950) 독립운동가·정치가. 호는 우사(尤史). 서울 출생. 미국에 유학하여 철학박사 학위를 받고 귀국, 1910년 국권침탈이 됨과 동시에 해외로 망명했다. 1919년 4월 상하이 임시정부 외무 총장이 되어 파리 평화회의 전권대사로 가서 일본의 한국 침략을 규탄했으며, 이 해 9월 만주로 가서 홍범도(洪範道)·지청천(池靑天)과 함께 대한 독립군단(大韓獨立軍團)의 조직에 참여, 이 부대를 이끌고 흑룡강을 건너 노령(路領) 자유시(自由市)에 주둔했을 때, 헤이허 사변(黑河事變)을 당해 레닌의 군대와 혈투를 감행하다가 퇴각했다. 1935년 여름 중국 전토에 일본군 진격이 예상되자, 재중(在中) 한국인 통일독립 전선을 결성코자 5개 독립단체 대표들과 난징(南京)에서 회합하고 신익희(申翼熙)·조경한(趙擎韓)·양기탁(梁騎鐸) 등과 민족 혁명당(民族革命黨)을 조직, 의용 대원을 모집하는 한편으로 기관지 『민족혁명(民族革命)』·『우리의 길』 등을 발행했다. 1940년 임시정부 부주석(副主席)이 되어 충칭(重慶)에 들어간 후, 김구 주석과 함께 광복군 양성에 노력했다. 1945년 광복을 맞아 귀국한 후 이승만·김구 등과 우익 진영의 지도자가 되었으나, 미·소공동위원회가 실패로 돌아가자 중간 우익을 표방, 민족 자주연맹 위원장 입법 위원 위원장이 되어 좌우합작에 노력했다. 1948년 남한 단독 선거를 반대, 김구와 함께 남북협상에 참석했으나, 성과를 못 보고 일체 공직 활동에서 물러나 있다가 6·25 전쟁으로 납북된 후 북한에서 사망하였다.

## 제헌국회
제헌국회(制憲國會)는 8·15 광복 후 최초로 실시된 5·10 총선거에 의하여 구성된 국회이다. 1948년 2월 유엔 소총회에서 한국으로 하여금 가능한 지역 내의 선거를 실시케 하자는 미국측 제안이 통과되고 난 뒤, 5월 10일 한국역사상 최초로 남한만의 총선거가 실시되었다. 이 선거는 남북협상파가 불참하였고, 북한에 배정된 100석을 제외한 것이었으나 198명이 국민의 대표로 선출되었다. 5월 31일 역사적인 개원식을 거행하고 의장에 이승만, 부의장에는 신익희·김동원을 각각 선출했다. 이 제헌국회는 즉시 헌법의 제정에 착수하여 7월 12일에는 국회를 통과하였고, 7월 17일에 공표되어 드디어 효력을 발생함으로써 대한민국의 기틀을 마련하였다.

## 반민족행위 특별조사위원회
反民族行爲特別調査委員會일제시대에 일본인과 협조하여 악질적으로 반민족적 행위를 한 자를 조사하기 위하여 제헌국회에서 설치한 특별위원회. 제헌국회에서는 1948년 9월 7일 국권강탈에 적극 협력한 자, 일제치하의 독립운동자나 그 가족을 악의로 살상·박해한 자 등을 처벌하는 목적으로 반민족행위 처벌법을 통과시켰다. 반민특위는 그 산하에 배치되어 있는 특별경찰대를 활용, 일제시대의 악질기업가였던 박흥식, 일제를 옹호하여 조국의 젊은이들을 전쟁터로 내몰았던 최남선·이광수 등을 검거하여 재판에 회부하는 등 민족정기를 흐리게 했던 많은 친일분자들을 색출하였다. 그러나 1인독재를 위하여 일제 잔재세력들을 규합해 정권을 유지하고 있던 이승만은 그에게 충성하는 정부관리, 경찰들이 반민특위에 의하여 검거되자, 그들이 정부수립의 공로자이며 반공주의자라는 이유에서 석방을 종용하였고, 그 후 노골적으로 반민특위의 활동을 방해하였다. 반대세력의 방해로 반민특위의 활동은 지지부진하다가 1949년 6월 6일 특별경찰대가 강제 해산당하게 되어 사실상 기능이 상실되고 말았다. 식민지 잔재세력을 청산하려던 이러한 반민특위의 좌절은 결국 반공이라는 이름 아래 많은 친일분자들이 소생, 자유당 세력이 되어 국민을 탄압하는 결과를 가져왔고 그것은 4월혁명의 한 원인이 되었다.

## 국회 프락치사건
國會-事件    1949년 3월 제헌국회 내 민족자결주의의 이름 아래 외국군대 철수안·남북통일 협상안 등 공산당의 주장과 일맥상통하는 주장을 한 당시 국회부의장 김약수·노일환·이문원 등 13명을 남조선 노동당(남로당) 공작원으로 활동한 혐의로 검거한 사건. 이들은 반민족행위처벌법 제정에 앞장섰고 반민족행위 특별조사위원회의 활동을 주도하던 중 ‘평화통일 방안 7원칙’을 주장하자 북진통일을 주장하던 이승만 정부는 김약수 부위원장을 비롯한 진보적인 소장파 국회의원 13명을 남로당 공작원으로 활동하며 정국을 혼란시켰다는 혐의로 모두 구속했다. 그리고 비밀리에 조사한 뒤 재판을 열어 최고 징역 10년에서 최하 3년까지 선고했다. 수감된 국회의원들은 6·25전쟁 때 북한인민군이 석방했는데 이들 대부분이 월북하거나 납북되었다.

## 농지개혁
農地改革    대한민국 정부 수립 후 봉건적 소작 관계를 타파하고 영세농민에게 토지를 재분배함으로써 농가경제의 자립과 농업생산력의 증진을 목적으로 한 개혁. 8·15 직후 남한의 농업인구는 전인구의 64.5%나 되고, 그 위에 200만 농가 중 자작 겸 소작이 37.9%,  순소작이 43.2%로 남한에서의 농지 재분배가 절실히 요청되고 있었다. 그리하여 정부는 1949년 6월 21일 ‘농지개혁법’을 공포한 뒤부터 동사업을 본격적으로 착수하여 1950년 5월에는 대부분을 완료하게 되었으나 6·25전쟁으로 1951년 4월에야 이 사업은 끝났다. 이에 앞서 미군정은 적산토지 불하령(敵産土地拂下令)을 발포하여 적산농지에 한하여 농민에 불하 처분하였다. 농지개혁의 결과 부재지주(不在地主) 및 봉건적 소작관계가 일시 해소되어 민주적인 토지제도의 기초가 확립되었으나 분배농가의 과다, 분배면적의 과소, 단기(短期) 상환 등으로 분배농지의 전매(轉賣), 지주층의 재생, 소작제도의 부활, 이농 현상 등이 급속히 증가되었고, 한편 지주자본의 귀속재산사업 또한 공문화(空文化)되고 지주는 거의 몰락하고 말았다.

## 제주 4·3 사건
濟州道四三事件    1948년 4월 3일 제주 전역에서 일어난 무장봉기. 1947년 제주도의 3·1절 기념 시위에서 경찰의 발포로 사상자가 발생. 주민들은 시위와 파업으로 항의를 하였으나, 미군정 측에서 주모자들을 검거함으로써, 미군정에 대한 반감이 높아져 있었다. 이러는 상황에 1948년 5·10 총선거를 둘러싼 찬반 세력이 격력이 대립하였다. 이 때, 좌익 세력은 8·15광복 직후 혼란기를 틈타 남조선노동당은 제주에 지하조직을 구축하기 시작하였으며, 제주인민광복군은 일본군이 숨겨놓은 무기와 화약을 찾아내어 무장을 하고 유격전 훈련을 하고 있었다. 한편 남한만의 단독선거에 반대투쟁을 벌이던 제주도민에 대한 경찰 및 우익단체의 무차별한 테러가 극심하여 도민들의 불만이 고조되고 있었다. 이러한 상황에서 서북출신의 경찰관들이 제주에 파견되자 이를 계기로 좌익세력은 남한만의 단독선거·단독정부 반대, 반미·반경찰·반서북청년단 등의 구호를 외치며 민중봉기를 주도하며, 유격전을 벌이기 시작하였다. 이에 미군정청은 경찰병력을 제주에 투입하여 이를 진압하려 하였으나, 사태가 더욱 악화되자 군을 투입하여 제주도 전체를 초토화시켰다. 그 과정에서 약 9만명의 이재민과 엄청난 재산피해·인명피해가 발생하였다. 또한 이 사건으로 인하여 제주도에서는 5·10총선거를 치르지 못하였다. 비록 이 사건은 발발 1년 만인 49년 5월 일단 종결되었으나, 봉기의 여파로 인한 완전진압은 6·25전쟁을 거쳐 1954년에 가서야 가능하였다. 봉기의 여파의 예를 들자면, 5·10 총선거 당시 200명의 국회의원중 198명만 된 사유는, 제주4·3사건에 의해 제주도의 3개의 선거구 중에서 2개의 지역에선 선거가 불가능 할 정도였기 때문이라고 하였다.

## 5·10 총선거
5·10 총선거(五十選擧)는 1948년 5월 10일에 제헌국회를 구성하기 위해서 실시한 국회의원선거이다.

### 선거의 배경
1945년 12월의 ‘모스크바 3상회의’의 결의에 따라 한국에 독립적·민주적인 통합정부를 세우기 위하여 ‘미·소공동위원회’가 설치되었다. 그러나 2차에 걸친 공동위원회는 1947년 8월 12일 결렬되었고, 한국문제는 미국의 제안으로 9월 17일 국제연합(UN)에 상정되었다. UN에서는 선(先)정부의 수립·후(後)외국군철수를 주장한 미국과 정반대의 입장을 고수한 소련이 날카롭게 대립하였다. 결국 UN총회는 1948년 3월 31일 안에 UN감시하의 한국총선거를 실시할 것을 결의(유엔 총회 결의 제112호)하여, 호주·캐나다·중국·엘살바도르·프랑스·인도·필리핀·시리아·우크라이나 등 9개국 대표로 구성된 ‘UN한국임시위원단’을 발족시켰다. 동 위원단은 1948년 1월 초부터 서울에서 활동을 개시하였으나, 소련군의 입국거부로 북한에서는 그 기능을 수행하지 못하였다. 그러므로 위원단은 그 해 2월 26일 마침내 미국의 결의안을 압도적 다수로 가결시켜 5월 10일 이내에 선거가 가능한 지역인 남한에서 총선거를 실시한다는 선언문을 발표하였다. 한편 한국 국내에서는 좌·우익의 대립이 날로 격화되었다. 그러한 가운데서 남한 단독정부수립을 반대하는 김구(金九)·김규식(金奎植) 등은 ‘남북대표자 연석회의’ 개최를 제의하여 북한에까지 다녀오기도 하였으나 결국 아무런 성과를 거두지 못하였다. 이와 같은 상황 아래에서 미군정법령인 선거법에 따라 남한의 단독 총선거가 시행되었다.

### 피선거권 및 선거방법
선거권은 만 21세에 달하는 남녀 모두 국민에게 부여되었고, 피선거권은 만 25세에 이르는 모든 국민에게 인정되었다. 그러나 일본정부로부터 작위(爵位)를 받은 자나 일본제국의회 의원이 되었던 자에게는 피선거권을 부여하지 않았다. 또 판임관(判任官) 이상자, 경찰관·헌병·헌병보, 고등관 3등급 이상자, 고등경찰이었던 자, 훈(勳) 7등 이상을 받은 자, 중추원의 부의장·고문·참의 등에게도 피선거권을 주지 않았다. 선거제도는 보통·평등·비밀·직접의 4대 원칙에 입각한 민주주의 제도였고, 선거구제는 1선거구에서 1인을 선출하는 소선거구제도였다. 선거구는 부(府)·군 및 서울시의 구(區)를 단위로 하고 인구 15만 미만은 1개구, 인구 15만 이상, 25만 미만은 2개구, 인구 25만 이상, 35만 미만은 3개구, 인구 35만 이상, 45만 미만의 부는 4개구로 하여 200개 선거구를 확정하였다. 선거운동은 선거관계 공무원과 기타 일반공무원을 제외하고는 누구든지 자유로이 할 수 있었다.

### 선거의 결과
선거는 좌익계의 방해공작과  남북협상파 및 중립계 정치인들의 공식적인 불참 속에서 강행되었고, 결국 제주도가 투표방해로 총선거에서 제외되는 사태를 빚었다. 이 선거에서는 총의원수 300명 중 북한지역에 배당된 100명을 제외하고, 모두 200명의 의원을 선출하였다. 그 중 무소속이 85명(42.5%), 대한독립촉성국민회 55명(27.5%), 한국민주당 29명(14.4%), 대동청년단 12명(6%), 조선민족청년단 6명(3%), 대한독립촉성농민총연맹 2명, 대한노동총연맹 1명, 교육협회 1명, 부산 15구랍구 1명이 당선되었다. 중앙선거기구는 15인으로 구성된 국회선거위원회였고, 국회의원의 임기는 2년이었다. 5월 31일에 선거위원회의 소집에 의하여 최초로 국회가 개원되었고, 제헌국회(制憲國會)의 의장에는 이승만(李承晩), 부의장에는 신익희(申翼熙)가 당선되었다.

## 여수·순천 사건
1948년 10월 20일, 전남 여수에 주둔하고 있던 국군(당시 국방군) 제14연대 일부가 일으킨 사건. 1948년에 5·10총선거를 반대하여 일어난 제주 4·3 사건이 확대되자. 정부는 제14연대의 1개 대대를 제주도로 출동시켜 이를 진압하라는 명령을 내렸다. 그러나 제14연대 안에 있던 김지희, 지창수 등 좌익세력들은 제주도 출동을 거부하고 단독정부 수립반대, 조국통일 등을 내세우며 혁명을 일으켰다. 이들은 비상소집이란 명목으로 사병을 규합하여 탄약고·무기고를 점령하고 경찰서를 습격하였다. 인민군을 편성한 반란군은 여수 읍내로 진격해 여수 시가지를 장악하여 여수를 해방구로 삼은 다음 순천에 이어 구례·곡성·남원·보성·화순·광주·광양·하동 등으로 진출하였다. 이에 정부는 정찰기와 장갑차까지 동원해 반란군 진압에 나섰다. 그러나 반란군의 주력부대는 진압부대의 포위망을 벗어나 백운산을 거쳐 지리산으로 들어갔다. 정부는 육·해군의 합동작전으로 여수를 완전히 탈환하고 반란군을 진압하였다. 정부군의 진압 과정에서 여수·순천 지역은 사망자 2,334명, 부상자 2,050명, 실종자 4,318명 등 수많은 인명피해와 가옥피해를 당했다.

## 참고 문헌
- 이 문서에는 다음커뮤니케이션(현 카카오)에서 GFDL 또는 CC-SA 라이선스로 배포한 글로벌 세계대백과사전의 내용을 기초로 작성된 글이 포함되어 있습니다.

1. ↑  현 KBS의 전신인 경성 방송국에서 편집하여 배포한 8.15 당시 현장 촬영 영상